# جوسي
جوسي فيريرا فييرا (بالبرتغالية Jussiê Ferreira Vieira) الشهير باسم جوسي (19 سبتمبر 1983 في نوفا فينيسيا) لاعب كرة قدم برازيلي يلعب حاليا لصالح نادي الدرجة الأولى بوردو الفرنسي في مركز الجناح كما يجيد اللعب في مركز المهاجم .

## المسيرة الرياضية

### البدايات
بدأ جوسي مسيرته الرياضية في نادي كروزيرو البرازيلي سنة 2001 . تمت إعارته إلى نادي كاشيوا ريسول الياباني طوال سنة 2003 .

### فرنسا
في 30 يونيو 2005 انتقل جوسي إلى نادي لنس الفرنسي مقابل 3.5 مليون يورو موقعا على عقد يمتد لخمس سنوات .
في يناير 2007 انضم إلى نادي بوردو بعقد إعارة حتى نهاية الموسم . في 3 فبراير شارك في أول مباراة في بطولة الدوري أمام نادي نيس . ساهم في تتويج نادي بوردو بطلا لبطولة كأس الدوري الفرنسي بتحقيق نتيجة الفوز في المباراة النهائية على نادي ليون 1/0 . في 4 يونيو أعلن مسئولو نادي بوردو نجاح تحويل عقد إعارة جوسي إلى عقد دائم بعدما قدم أداء عالي المستوى . في موسم 2008/2009 استطاع أن يساهم في تحقيق النادي 3 بطولات وهي كأس الأبطال الفرنسي ثم كأس الدوري الفرنسي ثم بطولة دوري الدرجة الأولى .

## الإنجازات
- دوري الدرجة الأولى : 2008/2009
- كأس الدوري الفرنسي : 2006/2007 - 2008/2009
- كأس الأبطال الفرنسي : 2008/2009

## روابط خارجية
- جوسي على موقع رابطة كرة القدم اليابانية للمحترفين (اليابانية)
- جوسي على موقع رابطة كرة القدم الفرنسية للمحترفين (الإنجليزية)
- جوسي على موقع قاعدة بيانات كرة القدم.إي يو (الإنجليزية)
- جوسي على موقع بيانات كرة القدم. دي إي (الألمانية)
- جوسي على موقع ليكيب (الفرنسية)
- جوسي على موقع Soccerway.com (الإنجليزية)
- جوسي على موقع عالم كرة القدم.نت (الإنجليزية)
- جوسي على موقع AS.com (الإسبانية)